# Bahnbetriebswerk Ulm
Das Bahnbetriebswerk Ulm (abgekürzt: Bw Ulm) ist ein Bahnbetriebswerk in der baden-württembergischen Großstadt Ulm, das aus mehreren Teilbetriebswerken am Ulmer Haupt- und Rangierbahnhof besteht. Heute noch in Betrieb stehen das Betriebswerk des Ulmer Rangierbahnhofs, das als Bw Ulm Rbf bezeichnet wird, und das Wagenwerk des Bw Ulm Hbf im Norden des Hauptbahnhofs. Zwei weitere Betriebswerke am Ulmer Hauptbahnhof wurden inzwischen stillgelegt. Bis 2014 wurden die noch vorhandenen Anlagen durch eine neue Fahrzeughalle am Rangierbahnhof ersetzt.
Das Bw Ulm gehörte bis 1920 zur Eisenbahndirektion der württembergische Staatseisenbahnen, von 1920 bis 1949 zur Reichsbahndirektion Stuttgart und von 1949 bis 1994 zur Bundesbahndirektion Stuttgart. Das Betriebswerk wird durch DB Regio und DB Cargo betrieben.

## Anfänge

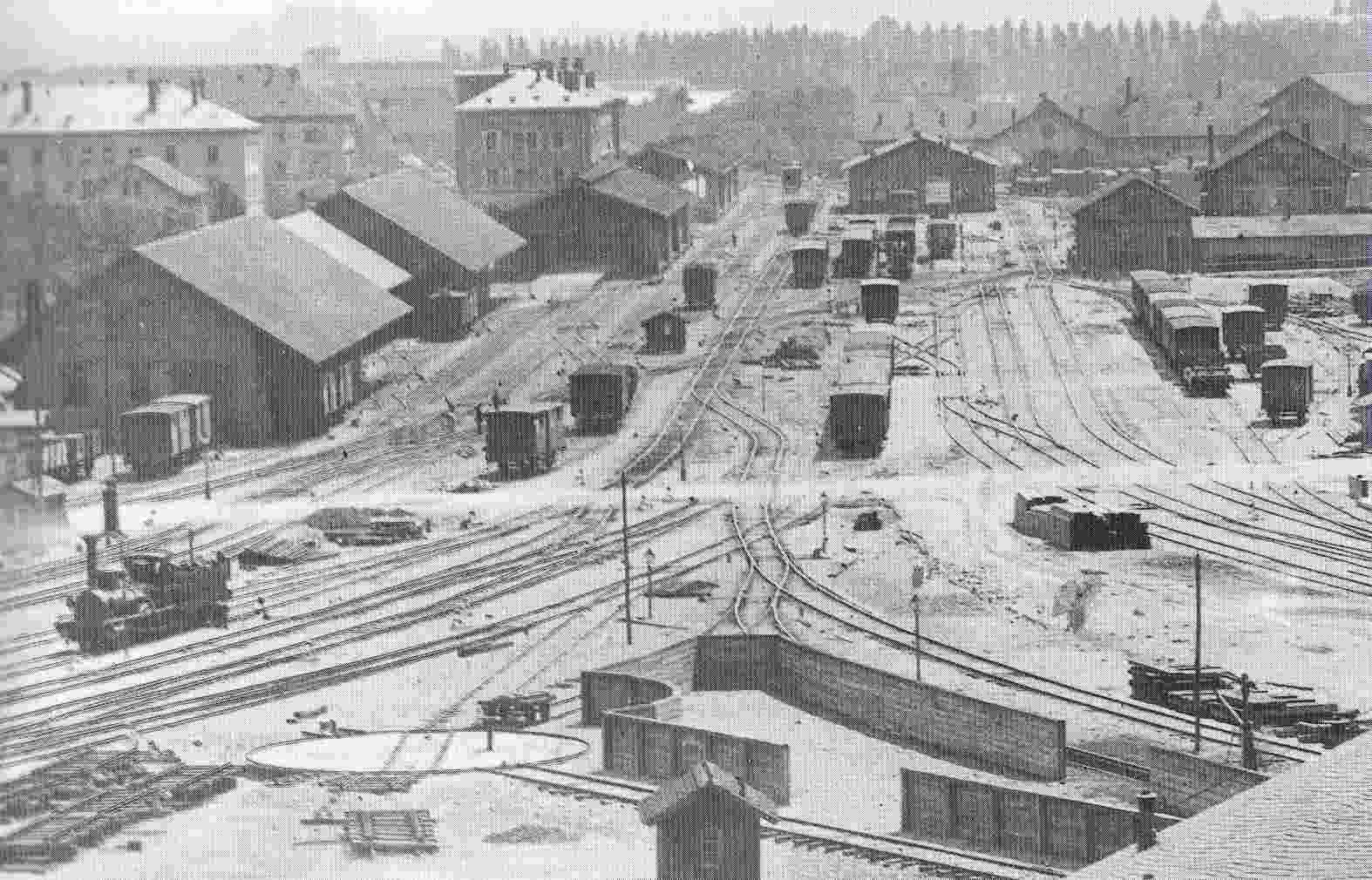
Bahnhof und Betriebswerkstätten in Ulm 1870

Am 1. Juni 1850 wurden die Württembergische Südbahn von Friedrichshafen nach Ulm und der Bahnhof Ulm (seit 1911: Ulm Hauptbahnhof) in Betrieb genommen. Mit der Fertigstellung der Filstalbahn, die von Stuttgart nach Ulm führte, wurde am 29. Juni 1850 auch das erste Ulmer Bahnbetriebswerk (Lage) im Westen des Ulmer Bahnhofs eröffnet. Von Gleis 3 des Bahnhofs führte eine Gleisverbindung zu einer dem Ulmer Empfangsgebäude gegenüberliegenden Drehscheibe, von der jeweils vier parallele Gleise zum Lokomotivschuppen im Norden und zur Wagenremise im Süden führten. Die durch die Schuppen geführten Gleise wurden dahinter jeweils mit Weichen zusammengefasst und in den Nordkopf und Südkopf des Bahnhofs eingeführt. Dadurch war es möglich, aus Richtung Stuttgart direkt in den Lokomotivschuppen und aus Richtung Friedrichshafen direkt in den Wagenschuppen einzufahren.

## Bw Ulm der Bayerischen Staatsbahnen
Mit der Eröffnung der Bayerischen Maximiliansbahn, die Ulm mit München verband, am 1. Juni 1854 benötigten auch die Königlich Bayerischen Staatseisenbahnen ein Bahnbetriebswerk. Dieses wurde nach einem Staatsvertrag vom 25. April 1850 durch Württemberg errichtet und von den Bayerischen Staatseisenbahnen betrieben. Das im Südwesten des Ulmer Bahnhofs liegende Betriebswerk (Lage) bestand aus einer rechteckigen Wagenremise mit 13 parallelen Gleisen im Süden, einem rechteckigen Lokschuppen mit acht parallelen Gleisen und einer westlich angebauten Werkstatt im Norden sowie einer dazwischen liegenden Schiebebühne. Aus dem Lokschuppen führten drei Gleise nach Norden zu einer Drehscheibe, von der Verbindung zu den Bahnhofsgleisen bestand. Da die Kapazitäten des Betriebswerkes mit zunehmenden Verkehr nicht mehr ausreichten, beschlossen die Bayerischen Staatseisenbahnen 1868, ein neues Bahnbetriebswerk in der bayerischen Nachbarstadt Neu-Ulm zu errichten, das am 15. Februar 1871 eröffnet wurde. Die Lokomotiven der Bayerischen Maximiliansbahn und der 1862 eröffneten Illertalbahn wurden daraufhin nach Neu-Ulm verlegt.
Dadurch wurde das Ulmer Betriebswerk von den Bayerischen Staatsbahnen nicht mehr benötigt und fortan von den Königlich Württembergischen Staatseisenbahnen für die Abstellung und Ausbesserung von Wagen weiterverwendet. Da der Güterverkehr am Ulmer Bahnhof zunahm, wurde in den Jahren 1874 und 1875 der Wagenladungsverkehr auf die Westseite des Bahnhofs verlegt. Das ehemalige bayerische Betriebswerk musste abgerissen werden, um an dieser Stelle Verladerampen zu errichten.

## Bw Ulm Hbf

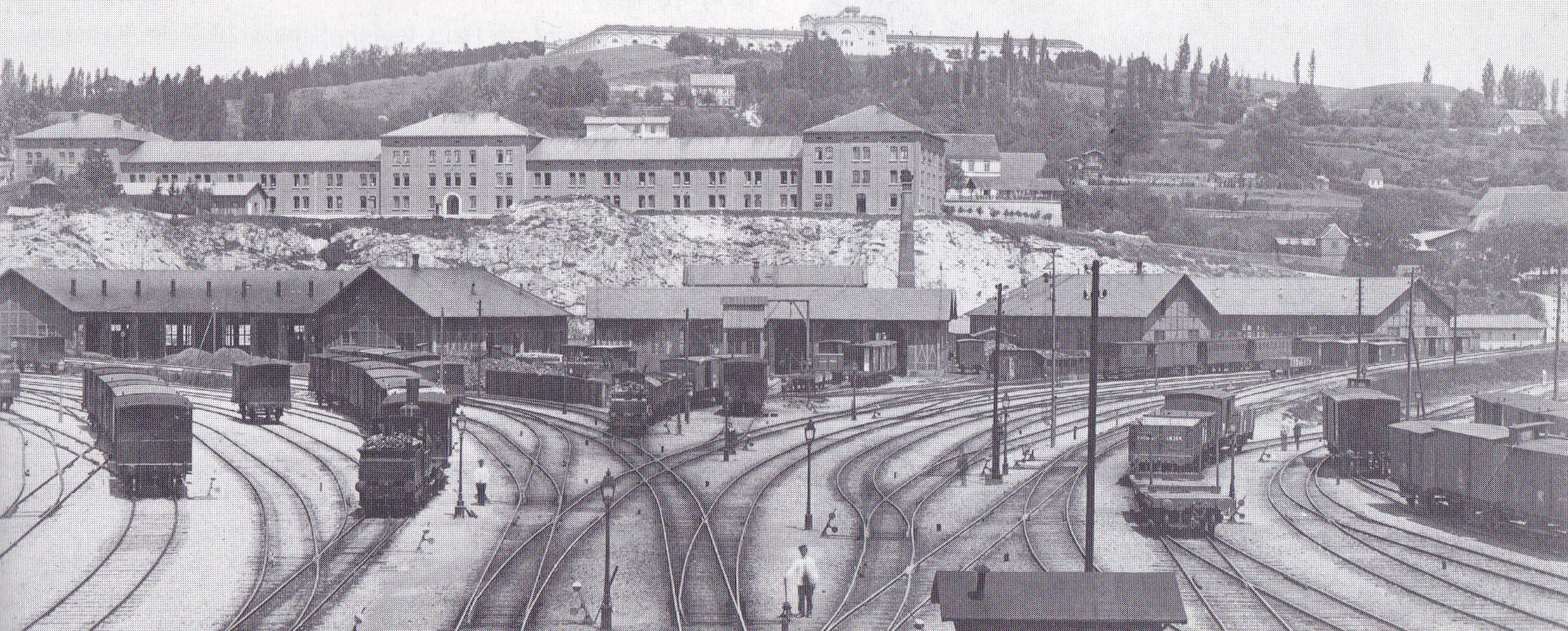
Bw Ulm Hbf 1877

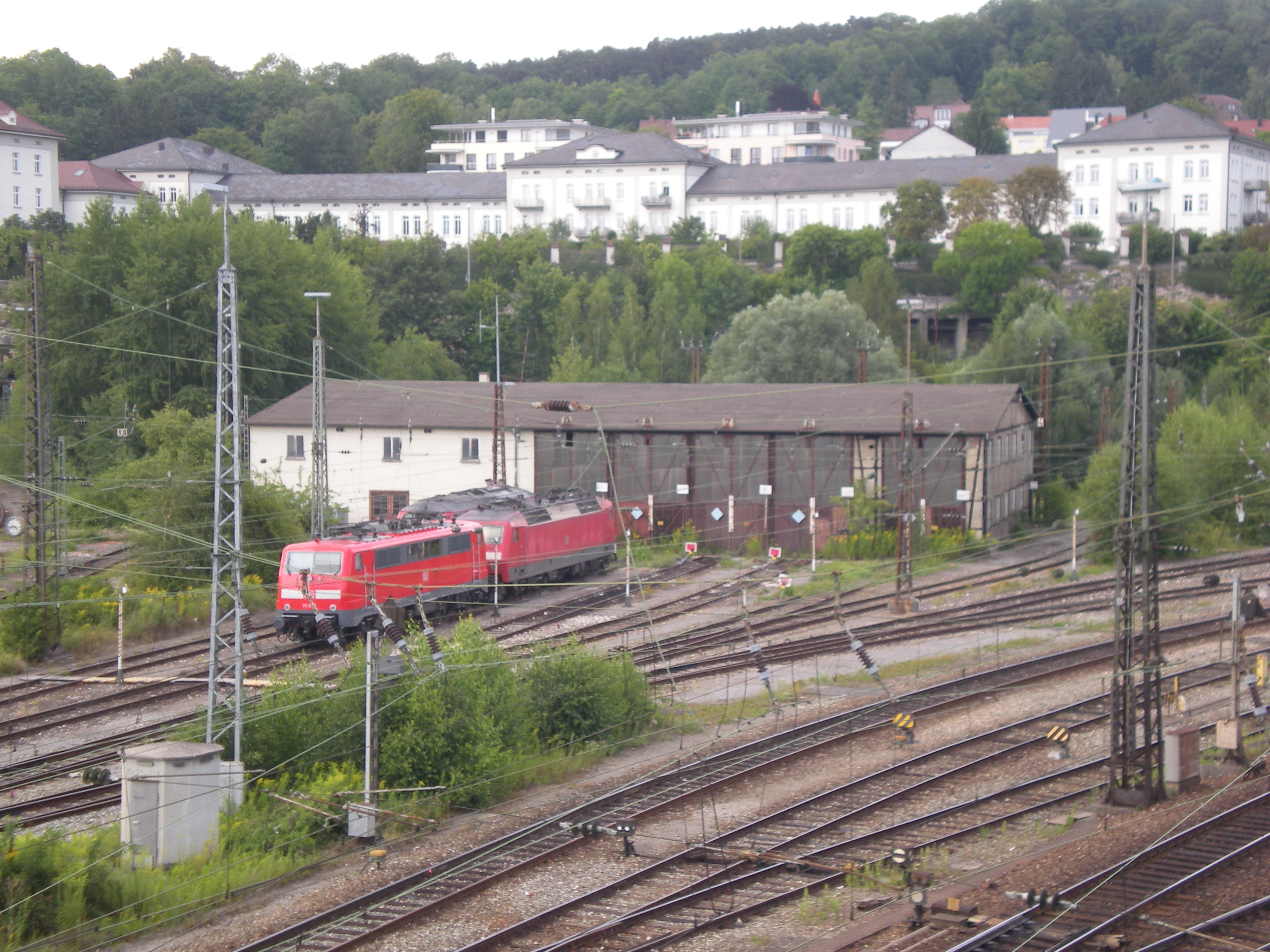
Lokschuppen des Bw Ulm Hbf

Mit der Zunahme des Verkehrs reichten die Betriebsanlagen der Königlich Württembergischen Staatseisenbahnen nicht mehr aus. Somit wurde in den Jahren 1868 bis 1871 für die Lokomotiven ein neues Bahnbetriebswerk im Norden des Ulmer Bahnhofs im Bogendreieck zwischen Filstalbahn und der Strecke nach Sigmaringen errichtet, das heute als Bw Ulm Hbf bezeichnet wird. Es bestand aus zwei Ringlokschuppen mit Drehscheiben im Westen und Osten sowie einem Rechteckschuppen in der Mitte. Das alte Betriebswerk im Westen des Bahnhofs wurde daraufhin abgerissen. Mit der Aufnahme des elektrischen Betriebes im Mai 1933 wurde der Rechteckschuppen für Elektrolokomotiven und die neue Fahrleitungsmeisterei benutzt. Im Jahr 1935 wurde eine Tankstelle für Dieselfahrzeuge im Westen des Bahnbetriebswerks eingerichtet, die bis 1978 bestand. Im Zweiten Weltkrieg wurden die Anlagen zerstört, die beiden Ringlokschuppen und die Behandlungsanlagen für Dampflokomotiven wurden nicht wieder aufgebaut. Die erhaltene Drehscheibe des westlichen Ringlokschuppens wurde noch bis 1952 weiterverwendet und dann abgebaut, während die zerstörte östliche Drehscheibe nicht wiederhergestellt wurde. Der mit fünf Grubengleisen ausgestattete rechteckige Elektrolok-Schuppen wurde wiederaufgebaut. Zur Versorgung des Bw Ulm Hbf und des Empfangsgebäudes am Hauptbahnhof und zur Vorheizung der Reisezugwagen wurde 1950 ein Heizwerk im Nordosten des Betriebswerks errichtet. Die Mitarbeiter des Betriebswerkes mussten nach dem Krieg provisorisch in Baracken untergebracht werden, bis 1976 ein neues Gebäude entstand, in dem sich Unterrichts- und Sozialräume befanden. 1958 wurden die Elektrolokomotiven nach Kornwestheim und Stuttgart umbeheimatet und der Lokschuppen fortan als Werkstatt für Rangierdiesellokomotiven der Baureihe V 60 verwendet. 1968 wurde die Diesellokwerkstatt ins Bahnbetriebswerk des Ulmer Rangierbahnhofs Bw Ulm Rbf verlegt. Danach wurde der Lokschuppen als Abstellplatz für Elektrolokomotiven und für kleine Wartungs- oder Ausbesserungsarbeiten an diesen benutzt. Im Zuge der Errichtung der Neubaustrecke Wendlingen–Ulm wurde der Lokschuppen Anfang 2016 abgerissen.

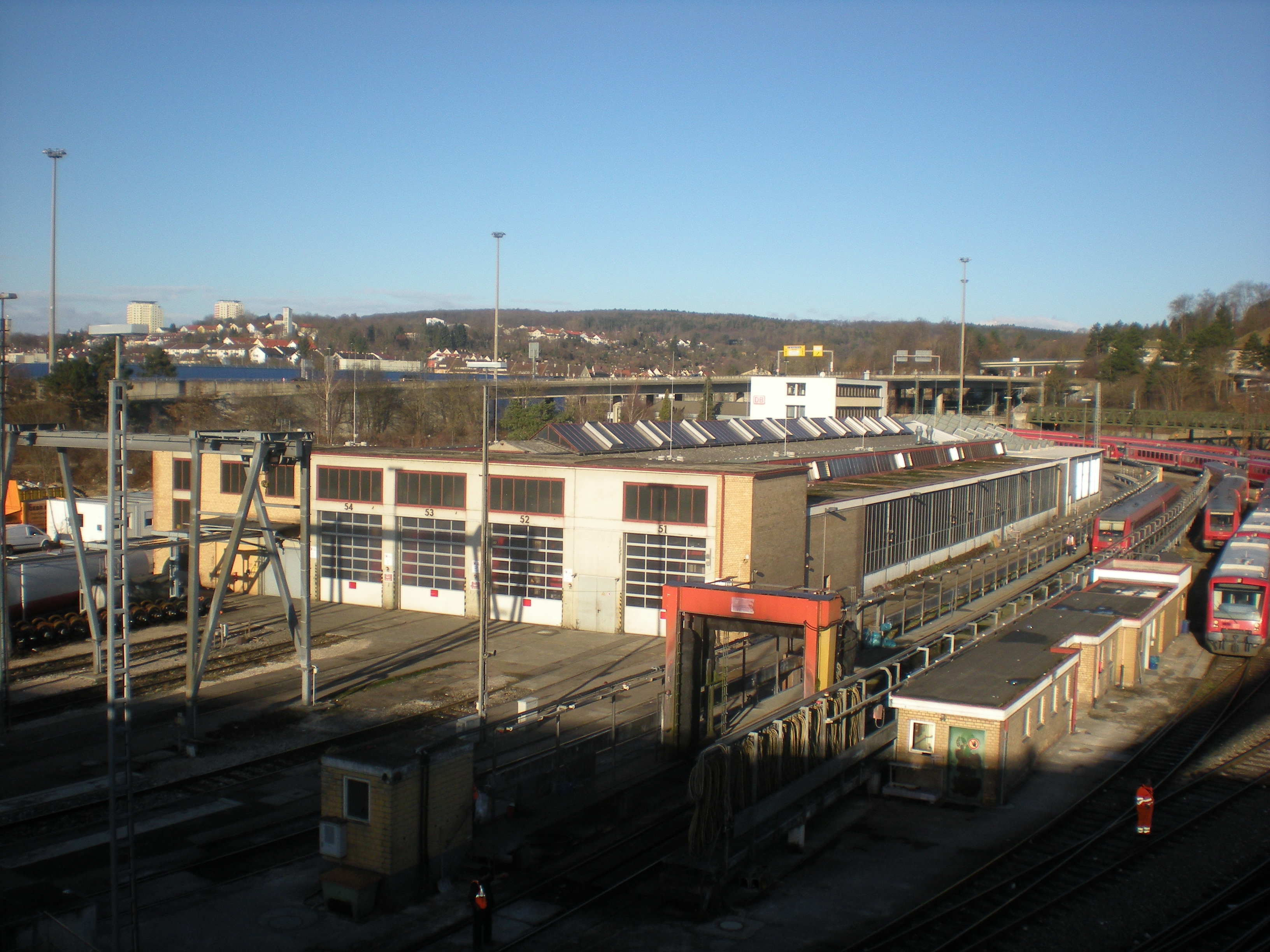
Wagenwerk des Bw Ulm Hbf

Zum Abstellen und Ausbessern der Wagen wurde nach Abriss des Betriebswerks von 1850 im Jahr 1871 das ehemalige Betriebswerk der Bayerischen Staatsbahnen genutzt. Da dieses in den Jahren 1874 und 1875 zur Errichtung von Laderampen abgerissen wurde, errichteten die Württembergischen Staatseisenbahnen im Nordwesten des Ulmer Bahnhofs neue Wagenschuppen und Abstellgleise (Lage). Im Zweiten Weltkrieg wurde das Wagenwerk zerstört. Nachdem zunächst provisorische Behelfsbauten errichtet worden waren, wurde in den Jahren 1967 und 1968 eine moderne Wagenhalle mit vier durchgehenden Grubengleisen erbaut. Diese enthielt außerdem Werkstätten, Sozialräume und Büros. Um aus dem Rangierbahnhof Güterwagen ins Betriebswerk leiten zu können, wurde ein Verbindungsgleis zum Rangierbahnhof gebaut. Östlich der Wagenhalle wurde für die Außenreinigung der Reisezüge und Triebwagen ein Wagenwaschgleis eingerichtet, das 1996 neu ausgerüstet wurde.

## Bw Ulm Rbf

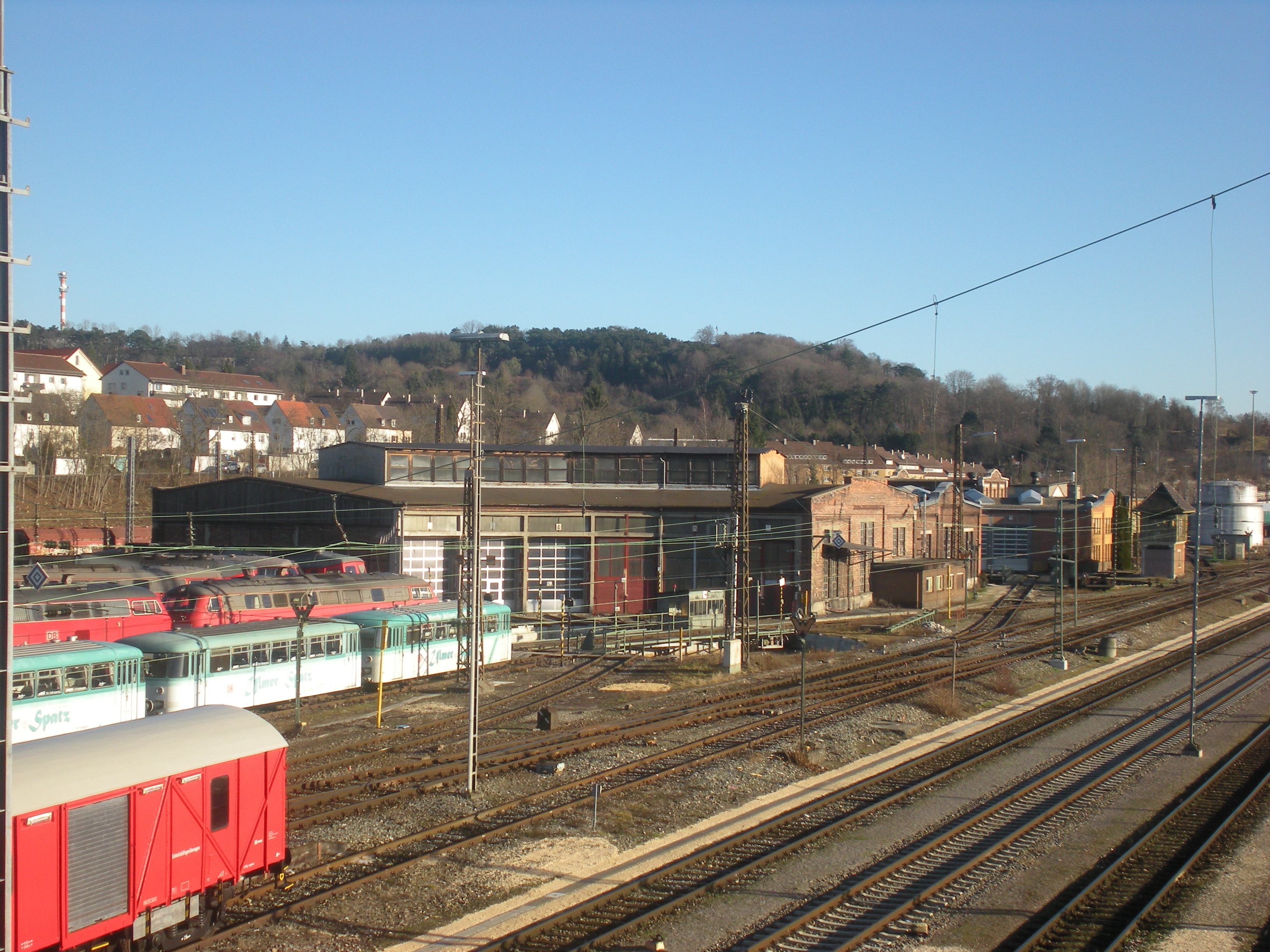
Ringlokschuppen des Bw Ulm Rbf

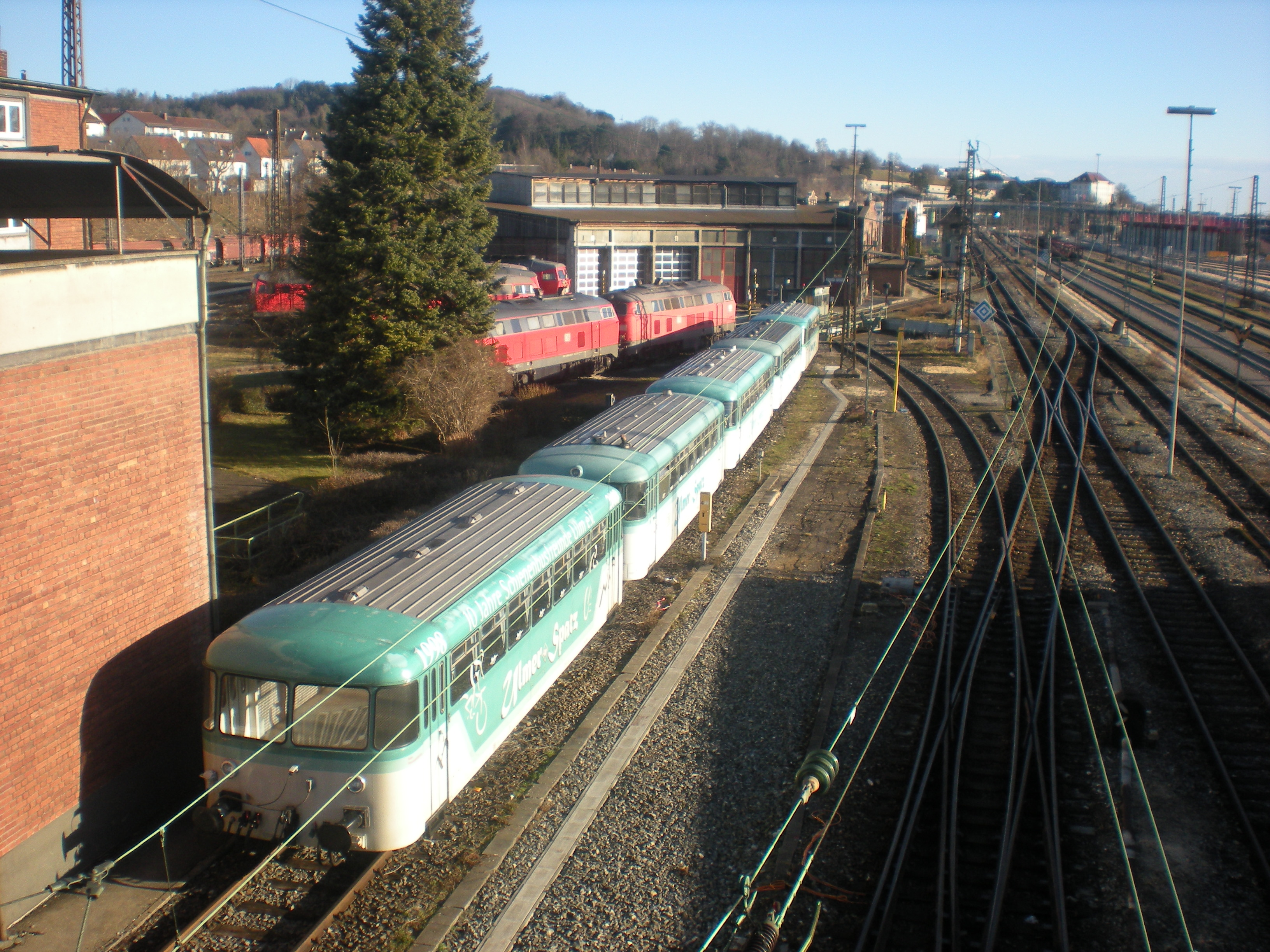
Schienenbus Ulmer Spatz im Bw Ulm Rbf

Zwischen 1903 und 1911 wurde der Ulmer Rangierbahnhof im Westen der Stadt südlich der Bahnstrecke Ulm–Sigmaringen erbaut. Für die Güterzug- und Rangierlokomotiven wurde von 1910 bis 1912 ein neues Betriebswerk innerhalb des Rangierbahnhofs errichtet (Lage), das als Bw Ulm Rbf bezeichnet wurde. Dieses bestand aus zwei Ringlokschuppen mit Drehscheiben, einer großen Bekohlungsanlage mit Wiegebunker, einer Entschlackungsanlage, einer Werkstätte sowie einem Verwaltungs- und Sozialgebäude. Das Bw Ulm Rbf war dem Bw Ulm Hbf als Betriebsteil angegliedert. Im Zweiten Weltkrieg wurde bei einem Luftangriff am 13. September 1944 das Bw Ulm Rbf fast vollständig zerstört. Nach dem Krieg wurde das Betriebswerk wieder aufgebaut. Dabei wurden drei Ringlokschuppen mit Drehscheiben errichtet, in denen die Dampflokomotiven zusammengefasst wurden. Die Gleise der Drehscheiben 1 und 3 sind jedoch nur teilweise durch die Ringlokschuppen 1 und 3 überbaut, sodass sich die restlichen Gleise im Freien befinden. Nur die 16 Gleise der 21,5 Meter langen Drehscheibe 2 führen alle in den Ringlokschuppen 2. 1956 wurde die starre Drehscheibe 2 in eine Gelenkdrehscheibe umgebaut und die Tragkraft von 150 auf 200 Tonnen verstärkt. 1957 wurde eine Lokwaschanlage im Lokschuppen 2 eingerichtet. Bis zum Bau eines neuen Verwaltungs- und Sozialgebäudes in den Jahren 1959 und 1960 befand sich die Verwaltung ebenfalls in den Ringlokschuppen. Ab 1968 wurden Diesellokomotiven der Baureihe 216 im Bw Ulm Rbf beheimatet. Da mit der Verringerung des Dampflokbestandes genügend Platz vorhanden war, wurde die Diesellok-Instandhaltung vom Bw Hbf ins Bw Rbf verlegt. Seit 1976 sind keine Dampflokomotiven mehr in Ulm beheimatet. Die Lokausbesserung wird hauptsächlich im Lokschuppen 2 vollzogen. 1990 wurde der Lokschuppen 2 renoviert, wobei er ein neues Dach und Rolltore mit großen Glasfensterflächen erhielt. Über den Schuppengleisen wurden Abzugsrohre eingebaut, um die Abgase der Diesellokomotiven aus dem Schuppen leiten zu können. 1992 wurde die starre 18 Meter lange Drehscheibe 1 durch eine gleich große Gelenkdrehscheibe ersetzt.
Ab 1997 wurde das Bw Ulm Rbf, das bisher vor allem Lokomotiven der Baureihe 215 beheimatet hatte, zu einer wichtigen Heimatdienststelle der DB-Baureihe 218. Im Jahr 2013 waren 22 Dieselloks der Baureihe 218 in Ulm beheimatet, von denen 15 planmäßig zum Einsatz kamen. Die DB ZugBus Regionalverkehr Alb-Bodensee (RAB) setzte die Lokomotiven hauptsächlich vor den IRE-Zügen auf der Südbahn von Stuttgart oder Ulm über Friedrichshafen nach Lindau ein. Außerdem zogen die Dieselloks die Intercity-Zugpaare Allgäu von Stuttgart nach Oberstdorf, Nebelhorn von Augsburg nach Oberstdorf und 118/119 von Ulm nach Lindau.
Im Unterschied zu den anderen Ulmer Betriebswerken hat das Bw Ulm Rbf keine Straßenzufahrt und kann nur auf der Schiene erreicht werden. Von der den Rangierbahnhof überspannenden Beringerbrücke (abgebaut im März 2021) existierte ein Fußgängerzugang.
| Drehscheibe | Baujahr | Länge in m | Tragkraft in t | Schuppengleise | davon im Schuppen |
| ----------- | ------- | ---------- | -------------- | -------------- | ----------------- |
| 1           | 1992    | 18         | 140            | 13             | 3                 |
| 2           | 1913    | 21,5       | 200            | 16             | 16                |
| 3           | 1959    | 23         |                | 16             | 6                 |

## Zukunft
Im Zuge des Projekts Stuttgart 21 und der Neubaustrecke Wendlingen–Ulm sollen Teile des Stuttgarter Bahnbetriebswerks nach Ulm verlagert werden. Dafür wird in Ulm eine neue Werkstatt auf dem Gelände des Rangierbahnhofs westlich der Beringer Brücke errichtet. Sie soll aus einer 230 Meter langen zweigleisigen Halle für ganze Zuggarnituren, einer 125 Meter langen dreigleisigen Halle für Dieseltriebwagen, einer Unterflur-Reinigungshalle sowie einem Verwaltungs- und Sozialgebäude bestehen. In einem weiteren Komplex werden eine 90 m lange Außenreinigungsanlage mit vier Waschanlagen und eine 60 m lange Halle für die manuelle Reinigung, wie die Entfernung von Graffitischäden, errichtet. Es werden etwa sechs Kilometer Gleise als Abstellanlage verlegt. Die ganze Maßnahme wird etwa 125 Mio. Euro kosten. Es werden etwa 150 Triebfahrzeuge, darunter auch wieder E-Loks, und 180 Reisezugwagen dort beheimatet sein. Zu den bereits vorhandenen Fahrzeugen der Baureihen 218, 364/365, 611, 628 und 650 kommen die Baureihen 111, 143 und 146.2 hinzu. Geführt wird die Anlage als FIBA (Fahrzeug-instandhaltungs-, Behandlungs- und Abstellanlage).
Im Jahr 2011 wurden die südlichen Gleisanlagen des Rangierbahnhofs abgerissen und das Gelände nach Fliegerbomben aus dem Zweiten Weltkrieg abgesucht, wobei allerdings keine Bomben gefunden wurden. Daraufhin begannen im Dezember 2011 die Bauarbeiten für die Werkstatt. Am 9. August 2012 fand das Richtfest für die Halle statt. Die Fertigstellung erfolgte im November 2013.
Nach der Fertigstellung der Werkstatt wurden die nicht mehr benötigten Anlagen des Bw Ulm Rbf, darunter zwei der drei Ringlokschuppen sowie die noch vorhandene Ellok-Halle (den Umbauten für die Neubaustrecke Wendlingen–Ulm im Weg) und das Wagenwerk des Bw Ulm Hbf stillgelegt und abgerissen. Die derzeitige Wagenwerkstatt am Hauptbahnhof wird als Diesellokwerkstatt umgerüstet.